# Callionymus sanctaehelenae
Callionymus sanctaehelenae е вид бодлоперка от семейство Callionymidae. Видът е критично застрашен от изчезване.

## Разпространение и местообитание
Разпространен е в Асенсион и Тристан да Куня и Остров Света Елена.
Обитава крайбрежията на океани, морета и рифове. Среща се на дълбочина от 1 до 250 m, при температура на водата от 14,2 до 27,5 °C и соленост 35,4 – 36,6 ‰.

## Описание
На дължина достигат до 11,4 cm.